# Jeremias Gotthelf
Jeremias Gotthelf, pseudònim d'Albert Bitzius (Murten, cantó de Friburg, 1797 - Berna, 1854) fou un escriptor suís en alemany.

## Biografia
Jeremias Gotthelf era rector protestant. Es va convertir en escriptor a partir del treball pràctic en la seva parròquia, on va col·laborar en la millora de la formació general per a reduir la diferència social entre camp i ciutat. La doctrina reformadora pedagògica i social de Johann Heinrich Pestalozzi va influir en les idees de Gotthelf sobre una educació popular general, com s'aprecia en les seves narracions ambientades en el món de la societat camperola. Aquestes històries de poble no són idealitzacions sentimentals de la vida campestre, sinó representacions crítiques de condicions reals. Marcat pel llenguatge de la Bíblia de Luter, va publicar la seva primera novel·la amb 39 anys. Fins a la seva mort va escriure més de 80 novel·les i narracions.
El nom del protagonista de la seva primera novel·la (1836) El mirall dels pagesos o història de la vida de Jeremias Gotthelf, escrita per ell mateix; en alemany. Gotthelf, que significa "ajuda de Déu", es va convertir en el seu pseudònim literari a partir de llavors.

## Obres
- Der Bauern-Spiegel oder Lebensgeschichte des Jeremias Gotthelf, von ihm selbst beschrieben, 1837
- Die Wassernoth im Emmental, 1838
- Wie fünf Mädchen im Branntwein jämmerlich umkommen, 1838
- Leiden und Freuden eines Schulmeisters, 1838/39
- Dursli der Branntweinsäufer oder der heilige Weihnachtsabend, 1839
- Die schwarze Spinnel (L'aranya negra), pertanyent a la col·lecció Imatges i llegendes suïsses, 1842
- Geld und Geist (Valor i esperit), 1843.
- Wie Joggeli eine Frau sucht, 1841
- Elsi, die seltsame Magd, 1843
- Anne Bäbi Jowäger haushaltet und wie es ihm mit dem Dokteren geht, 1843/44
- Der Geldstag, Roman, 1846
- Hans Joggeli der Erbvetter, 1846
- Wie Uli der Knecht glücklich wird (Com arriba a la felicitat Uli el criat), 1846
- Der Notar in der Falle, 1848
- Michels Brautschau, 1849
- Die Käserei in der Vehfreude, 1850
- Das Erdbeeri-Mareili, 1850
- Der Besenbinder von Rychiswyl, 1851
- Zeitgeist und Berner Geist, 1851
- Barthli der Korber', 1852